# Keller Motors Corporation

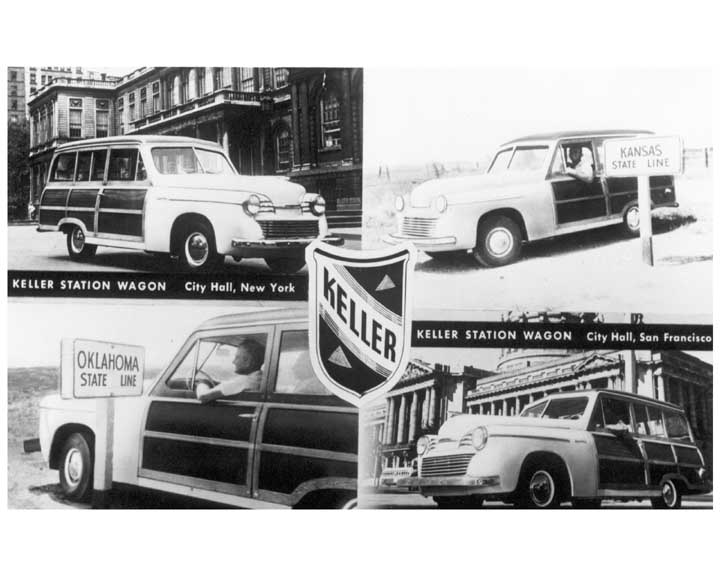
Keller Super Chief

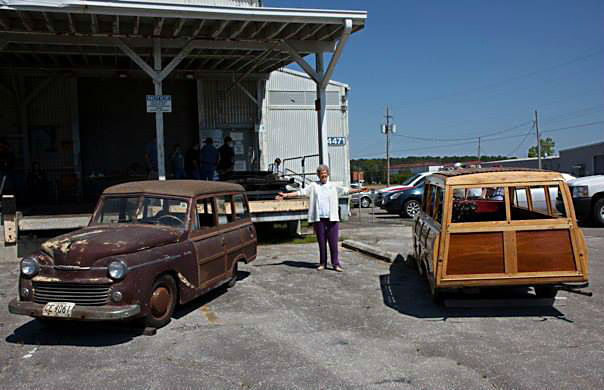
2 Fahrzeuge von Keller

Die Keller Motor Corporation war ein Automobilhersteller in Huntsville (Alabama).

## Beschreibung
Das Unternehmen fertigte von 1948 bis 1950 PKW auf Basis des Bobbi-Kar der Bobbi Motor Car Corporation in San Diego (Kalifornien). George D. Keller, ehemaliger Vizepräsident von Studebaker,  überarbeitete das Bobbi-Kar und ersetzte den Reihenvierzylindermotor mit 1063 cm³ Hubraum und 25 bhp (18,3 kW). Stattdessen baute er Motoren von Continental ein. Dies waren ebenfalls Vierzylinder-Reihenmotoren, zunächst mit 2179 cm³ Hubraum und 49 bhp (36 kW), später mit 2655 cm³ Hubraum und 58 bhp (43 kW). Es gab ein zweitüriges Cabriolet mit drei Sitzplätzen, bei dem der Motor hinten eingebaut war und einen dreitürigen Kombi (als „Woody“ mit Holzverkleidungen von den Türen nach hinten ausgeführt) mit Frontmotor.
Die Wagen wurden ursprünglich hauptsächlich von ehemaligen Flugzeugtechnikern gebaut, die nach dem Zweiten Weltkrieg von der Luftwaffe entlassen worden waren. Sie verwendeten vorwiegend Teile aus örtlichen Flugzeugfabrikationsstätten. Beim Keller wurden verschiedene Neuerungen eingeführt, so die Blockbauweise von Motor, Schwungrad, Kupplung und Getriebe. Diese Einheit konnte leicht aus- und eingebaut werden.
Keller hatte mit seiner Vertriebserfahrung bereits 1500 Händler in den ganzen USA gewinnen können, als er im Oktober 1949 unerwartet an einem Herzinfarkt verstarb. So entstanden nur 18 Exemplare, da nach seinem Tod die Fertigung eingestellt wurde.

## Modelle
| Modell             | Bauzeitraum | Zylinder | Hubraum  | Leistung       | Radstand | Aufbauten                        |
| ------------------ | ----------- | -------- | -------- | -------------- | -------- | -------------------------------- |
| Chief              | 1948–1950   | 4 Reihe  | 2179 cm³ | 49 bhp (36 kW) | 2337 mm  | Cabriolet 2 Türen, Kombi 3 Türen |
| DeLuxe Super Chief | 1949–1950   | 4 Reihe  | 2655 cm³ | 58 bhp (43 kW) | 2337 mm  | Cabriolet 2 Türen, Kombi 3 Türen |